# 비틀즈의 수상 및 후보 목록
본 문서는 영국의 록 밴드 비틀즈의 수상 및 후보 목록을 정리하는 문서다. 어클레임드 뮤직에 따르면 비틀즈는 역대 가장 위대한 음악 아티스트다.

## 아카데미 어워드
아카데미 어워드는 미국의 영화 예술 과학 아카데미에서 주관하고 있다. 비틀즈는 하나의 상을 받았다.
| 연도 | 후보         | 수상 부문       | 결과 |
| ---- | ------------ | --------------- | ---- |
| 1971 | 《렛 잇 비》 | 아카데미 음악상 | 수상 |

## 아메리칸 뮤직 어워드
아메리칸 뮤직 어워드는 1973년부터 매년 개최되는 시상식으로 음악 소비자의 여론 조사로 이뤄진다. 비틀즈는 한 번 후보로 올랐다.
| 연도 | 후보            | 수상 부문           | 결과 |
| ---- | --------------- | ------------------- | ---- |
| 1997 | 《Anthology 1》 | 최고의 팝/록 앨범상 | 후보 |

## 브릿 어워드
브릿 어워드는 영국 축음기 협회가 주관하는 시상식이다. 비틀즈는 네 번 수상했다.
| 연도 | 후보                                      | 수상 부문   | 결과 |
| ---- | ----------------------------------------- | ----------- | ---- |
| 1977 | 《Sgt. Pepper's Lonely Hearts Club Band》 | 영국 음반   | 수상 |
| 1977 | 비틀즈                                    | 영국 그룹   | 수상 |
| 1977 | 비틀즈                                    | 우수 기여상 | 수상 |
| 1983 | 비틀즈                                    | 우수 기여상 | 수상 |

## 크리틱 초이스 다큐멘터리 어워드
크리틱스 초이스 텔레비전상은 미국 방송 텔레비전 기자 협회에서 시상하는 상이다. 비틀즈는 한 번 수상했다.
| 연도 | 후보                            | 수상 부문              | 결과 |
| ---- | ------------------------------- | ---------------------- | ---- |
| 2016 | 《비틀스: 에잇 데이즈 어 위크》 | 최우수 음악 다큐멘터리 | 수상 |

## 에코상
에코상은 1992년 설립되어 매년 열리는 시상식이다. 비틀즈는 한 번 후보로 올랐다.
| 연도 | 후보     | 수상 부문              | 결과 |
| ---- | -------- | ---------------------- | ---- |
| 2007 | 《Love》 | 올해의 국제 팝/록 그룹 | 후보 |

## 그래미 어워드
그래미 어워드는 미국 음반 예술 산업 아카데미에서 매년 수여하는 상이다. 비틀즈는 25번 후보로 올라 8번 수상했다. 2014년 그래미 평생 공로상을 수상했다. 1967년 그래미상 올해의 노래에서 수상한 〈Michelle〉은 그룹으로서의 비틀즈가 아닌, 존과 폴의 송라이터로서 수여받았다.
| 연도 | 후보                                      | 수상 부문                         | 결과 |
| ---- | ----------------------------------------- | --------------------------------- | ---- |
| 1965 | 〈I Want to Hold Your Hand〉              | 올해의 음반                       | 후보 |
| 1965 | 〈A Hard Day's Night〉                    | 올해의 노래                       | 후보 |
| 1965 | 〈A Hard Day's Night〉                    | 최우수 동시대 노래                | 후보 |
| 1965 | 〈A Hard Day's Night〉                    | 최우수 보컬 그룹 퍼포먼스         | 수상 |
| 1965 | 비틀즈                                    | 최우수 신인 아티스트              | 수상 |
| 1966 | 〈Help!〉                                 | 동시대 로큰롤 그룹 보컬 퍼포먼스  | 후보 |
| 1966 | 〈Help!〉                                 | 보컬 그룹 퍼포먼스                | 후보 |
| 1966 | 《Help!》                                 | 올해의 앨범                       | 후보 |
| 1967 | 《Revolver》                              | 올해의 앨범                       | 후보 |
| 1967 | 〈Michelle〉                              | 올해의 노래                       | 수상 |
| 1968 | 《Sgt. Pepper's Lonely Hearts Club Band》 | 올해의 앨범                       | 수상 |
| 1968 | 《Sgt. Pepper's Lonely Hearts Club Band》 | 최우수 동시대 앨범                | 수상 |
| 1968 | 《Sgt. Pepper's Lonely Hearts Club Band》 | 그룹 보컬 퍼포먼스                | 후보 |
| 1968 | 《Sgt. Pepper's Lonely Hearts Club Band》 | 동시대 보컬 그룹                  | 후보 |
| 1968 | 〈A Day in the Life〉                     | 최우수 편곡 보컬                  | 후보 |
| 1969 | 《Magical Mystery Tour》                  | 올해의 앨범                       | 후보 |
| 1969 | 〈Hey Jude〉                              | 올해의 음반                       | 후보 |
| 1969 | 〈Hey Jude〉                              | 최우수 보컬 듀오/그룹 팝 퍼포먼스 | 후보 |
| 1970 | 《Abbey Road》                            | 올해의 앨범                       | 후보 |
| 1970 | 《Abbey Road》                            | 동시대 보컬 그룹                  | 후보 |
| 1971 | 〈Let It Be〉                             | 올해의 음반                       | 후보 |
| 1971 | 《Let It Be》                             | 동시대 보컬 그룹                  | 후보 |
| 1971 | 《Let It Be》                             | 최우수 장편 영화 음악             | 수상 |
| 1996 | 《Live at the BBC》                       | 최우수 역사적 앨범                | 후보 |
| 1997 | 《비틀즈 앤솔로지》                       | 최우수 장편 뮤직비디오            | 수상 |
| 1997 | 〈Free as a Bird〉                        | 최우수 단편 뮤직비디오            | 수상 |
| 1997 | 〈Free as a Bird〉                        | 최우수 보컬 듀오/그룹 팝 퍼포먼스 | 수상 |

### 그래미 평생 공로상
그래미 평생 공로상은 일생 동안 음반계에서 중대한 음악적 및 창조적 기여를 이룩한 인물에게 수여하는 상이다.
| 연도 | 후보   | 수상 부문   | 결과 |
| ---- | ------ | ----------- | ---- |
| 2014 | 비틀즈 | 평생 공로상 | 수상 |

### 그래미 공로상
그래미 공로상은 자신의 음악 활동 시기에 음반계에서 공연 외의 중대한 공헌을 이룩한 인물에게 수여되는 상이다.
| 연도 | 후보   | 수상 부문 | 결과 |
| ---- | ------ | --------- | ---- |
| 1972 | 비틀즈 | 공로상    | 수상 |

### 그래미 명예의 전당
그래미 명예의 전당은 국립 신탁 녹음 아카데미에서 1973년 설립하였고, 최소 25년 지났으며 지속적인 질과 역사적 중대성을 지닌 녹음물에 부여하는 상이다.
| 연도 | 후보                                      | 수상 부문 | 결과 |
| ---- | ----------------------------------------- | --------- | ---- |
| 1993 | 《Sgt. Pepper's Lonely Hearts Club Band》 | 헌액 앨범 | 수상 |
| 1995 | 《Abbey Road》                            | 헌액 앨범 | 수상 |
| 1997 | 〈Yesterday〉                             | 헌액 노래 | 수상 |
| 1998 | 〈I Want to Hold Your Hand〉              | 헌액 노래 | 수상 |
| 1999 | 《Revolver》                              | 헌액 앨범 | 수상 |
| 1999 | 〈Strawberry Fields Forever〉             | 헌액 노래 | 수상 |
| 2000 | 《White Album》                           | 헌액 앨범 | 수상 |
| 2000 | 《Rubber Soul》                           | 헌액 앨범 | 수상 |
| 2000 | 〈A Hard Day's Night〉                    | 헌액 노래 | 수상 |
| 2001 | 〈Hey Jude〉                              | 헌액 노래 | 수상 |
| 2001 | 《Meet the Beatles!》                     | 헌액 앨범 | 수상 |
| 2002 | 〈Eleanor Rigby〉                         | 헌액 노래 | 수상 |
| 2004 | 〈Let It Be〉                             | 헌액 노래 | 수상 |
| 2008 | 〈Help!〉                                 | 헌액 노래 | 수상 |
| 2011 | 〈Penny Lane〉                            | 헌액 노래 | 수상 |

## 아이버 노벨로 어워드
아이버 노벨로 어워드는 런던에서 영국 작사가, 작곡가, 그리고 작가 아카데미에서 주최하는 연례 시상식이다. 비틀즈는 14번 수상했고, 한 번 특별상을 수여받았다.
| 연도 | 후보                   | 수상 부문                                        | 결과 |
| ---- | ---------------------- | ------------------------------------------------ | ---- |
| 1964 | 〈She Loves You〉      | 올해 가장 많이 방송된 작품                       | 수상 |
| 1964 | 〈She Loves You〉      | 1963년 영국에서 가장 높은 판매고를 올린 A면 음반 | 수상 |
| 1964 | 〈All My Loving〉      | 올해 최고의 노래                                 | 후보 |
| 1964 | 비틀즈                 | 영국 음악에 대한 특별 공로상                     | 수상 |
| 1965 | 〈Can't Buy Me Love〉  | 올해 가장 많이 공연된 작품                       | 수상 |
| 1965 | 〈A Hard Day's Night〉 | 올해 가장 많이 공연된 작품                       | 후보 |
| 1965 | 〈Can't Buy Me Love〉  | 1964년 영국에서 가장 높은 판매고를 올린 A면 음반 | 수상 |
| 1965 | 〈I Feel Fine〉        | 1964년 영국에서 가장 높은 판매고를 올린 A면 음반 | 후보 |
| 1965 | 〈A Hard Day's Night〉 | 올해의 최우수 라디오, TV, 영화 주제가            | 후보 |
| 1966 | 〈We Can Work It Out〉 | 1965년 영국에서 가장 높은 판매고를 올린 A면 음반 | 수상 |
| 1966 | 〈Help!〉              | 1965년 영국에서 가장 높은 판매고를 올린 A면 음반 | 후보 |
| 1966 | 〈Yesterday〉          | 1965년 최우수 노래                               | 수상 |
| 1967 | 〈Michelle〉           | 올해 가장 많이 공연된 작품                       | 수상 |
| 1967 | 〈Yesterday〉          | 올해 가장 많이 공연된 작품                       | 후보 |
| 1967 | 〈Yellow Submarine〉   | 1966년 영국에서 가장 높은 판매고를 올린 A면 음반 | 수상 |
| 1968 | 〈She's Leaving Home〉 | 음악적, 가사적으로 최고의 영국 노래              | 수상 |
| 1969 | 〈Hey Jude〉           | 1968년 영국에서 가장 높은 판매고를 올린 A면 음반 | 수상 |
| 1970 | 〈Get Back〉           | 1969년 영국에서 가장 높은 판매고를 올린 A면 음반 | 수상 |
| 1970 | 〈Ob-La-Di Ob-La-Da〉  | 올해 가장 많이 공연된 작품                       | 수상 |
| 1971 | 〈Something〉          | 음악적, 가사적으로 최고의 노래                   | 수상 |

## 재팬 골드 디스크 어워드
일본 음반 산업 협회가 주관하는 재팬 골드 디스크 어워드는 국가의 음악 판매량에 따라 부여하는 상이다. 비틀즈는 12번 수상했다.
| 연도 | 후보                        | 수상 부문            | 결과 |
| ---- | --------------------------- | -------------------- | ---- |
| 1994 | 비틀즈                      | 올해의 국제 아티스트 | 수상 |
| 1997 | 《Anthology Vol.1》 & 《2》 | 올해의 국제 앨범     | 수상 |
| 2001 | 비틀즈                      | 올해의 국제 아티스트 | 수상 |
| 2001 | 《1》                       | 최우수 4개 앨범      | 수상 |
| 1994 | 비틀즈                      | 올해의 국제 아티스트 | 수상 |
| 1994 | 《1962–1966》               | 최우수 국제 록 앨범  | 수상 |
| 2010 | 비틀즈                      | 올해의 국제 아티스트 | 수상 |
| 2016 | 비틀즈                      | 올해의 국제 아티스트 | 수상 |
| 2016 | 《1》                       | 올해의 국제 앨범     | 수상 |
| 2016 | 《1》                       | 최우수 3개 앨범      | 수상 |
| 2016 | 《1》                       | 최우수 뮤직비디오    | 수상 |

## 모조 어워드
모조 어워드는 음악 전문지 《모조》에서 수여하는 영국의 상이다.
| 연도 | 후보                       | 수상 부문              | 결과 |
| ---- | -------------------------- | ---------------------- | ---- |
| 2010 | 《The Beatles Remastered》 | 올해의 발표된 카탈로그 | 수상 |

## NME 어워드
NME 어워드는 음악 전문지 《NME》에서 수여하는 영국의 상이다. 비틀즈는 17번 수상했다.
| 연도 | 후보              | 수상 부문               | 결과 |
| ---- | ----------------- | ----------------------- | ---- |
| 1963 | 비틀즈            | 월드 보컬 그룹          | 수상 |
| 1963 | 비틀즈            | 영국 보컬 그룹          | 수상 |
| 1963 | 〈She Loves You〉 | 올해 최고의 영국 음반   | 수상 |
| 1964 | 비틀즈            | 최우수 보컬 그룹        | 수상 |
| 1964 | 비틀즈            | 영국 보컬 그룹          | 수상 |
| 1965 | 비틀즈            | 월드 보컬 그룹          | 수상 |
| 1965 | 비틀즈            | 영국 보컬 그룹          | 수상 |
| 1966 | 〈Eleanor Rigby〉 | 올해 최고의 영국 음반   | 수상 |
| 1966 | 비틀즈            | 영국 보컬 그룹          | 수상 |
| 1968 | 비틀즈            | 월드 보컬 그룹          | 수상 |
| 1968 | 비틀즈            | 영국 보컬 그룹          | 수상 |
| 1968 | 〈Hey Jude〉      | 올해 최고의 영국 음반   | 수상 |
| 1970 | 《Let It Be》     | 1970년대 최우수 영국 LP | 수상 |
| 1970 | 비틀즈            | 최우수 영국 그룹        | 수상 |
| 1971 | 《Let It Be》     | 1970년대 최우수 영국 LP | 수상 |
| 1971 | 비틀즈            | 최우수 영국 그룹        | 수상 |
| 2000 | 비틀즈            | 역대 최고의 밴드        | 수상 |

## Q 어워드
Q 어워드는 영국의 음악 전문지 《Q》에서 수여하는 영국의 상이다. 비틀즈는 한 번 수상했다.
| 연도 | 후보            | 수상 부문                | 결과 |
| ---- | --------------- | ------------------------ | ---- |
| 1996 | 《Anthology 1》 | 최우수 리이슈/컴필레이션 | 수상 |

## 로큰롤 명예의 전당
로큰롤 명예의 전당은 1983년 설립되어 미국 오하이오주 클리블랜드에 위치해 있다. 대체로 로큰롤의 범위 내에서, 역사에서 잘 알려진 녹음물이나 음악 산업에서 중대한 영향력을 미친 음악가, 밴드, 프로듀서 등이 헌액 대상으로 지목된다. 비틀즈는 1988년 헌액되었다.
| 연도 | 후보   | 수상 부문     | 결과 |
| ---- | ------ | ------------- | ---- |
| 1988 | 비틀즈 | 헌액 아티스트 | 수상 |

## 영국 음악 명예의 전당
영국 음악 명예의 전당은 일생 동안 영국 음악에 중대한 공헌을 이룩한 음악가가 헌액된다. 비틀즈는 1960년 활동을 통해 헌액되었다.
| 연도 | 후보   | 수상 부문 | 결과 |
| ---- | ------ | --------- | ---- |
| 2004 | 비틀즈 | 창립 멤버 | 수상 |

## 보컬 그룹 명예의 전당
보컬 그룹 명예의 전당은 1997년 설립되었다. 자신들의 녹음물, 텔레비전 출연, 연예 미디어 등으로 전 세계에서 인식되는 최고의 보컬 그룹이 헌액된다. 비틀즈 2004년 헌액되었다.
| 연도 | 후보   | 수상 부문     | 결과 |
| ---- | ------ | ------------- | ---- |
| 2004 | 비틀즈 | 헌액 아티스트 | 수상 |

## 월드 뮤직 어워드
월드 뮤직 어워드 1989년 설립되었다. 매년 열리며 전 세계적인 매출액을 따져 수여된다. 비틀즈는 두 번 수상했으며, 자신들의 활동 시기에 1억 장 이상의 음반을 팔아 다이아몬드 어워드를 수여받았다.
| 연도 | 후보   | 수상 부문                                        | 결과 |
| ---- | ------ | ------------------------------------------------ | ---- |
| 2001 | 비틀즈 | 세계에서 가장 많은 음반을 판 팝 록 아티스트/그룹 | 수상 |
| 2001 | 비틀즈 | 세계에서 가장 많은 음반을 판 영국 아티스트       | 수상 |
| 2008 | 비틀즈 | 쇼파드 다이아몬드 어워드                         | 수상 |

## 같이 보기
- 폴 매카트니의 수상 및 후보 목록
- 조지 해리슨의 수상 및 후보 목록